# Parco nazionale di Zahamena
Il Parco nazionale di Zahamena è un'area naturale protetta del Madagascar orientale, istituita nel 1997.
Il parco fa parte del complesso delle Foreste pluviali di Atsinanana, patrimonio dell'umanità dell'UNESCO.

## Territorio
L'area protetta è situata circa 50 km a nord-ovest della città di Toamasina e 25 km a est del Lago Alaotra.

Ha una superficie complessiva di 643 km², di cui circa un terzo sono classificati come riserva naturale integrale ed interdetti ai visitatori. Il parco è diviso in due aree, separate da un corridoio che ospita diversi villaggi delle etnie Sihanaka e Betsimisaraka.
Il paesaggio è prevalentemente collinare con vallate scoscese attraversate da numerosi fiumi, in gran parte tributari del lago Alaotra. Si estende dai 400 m ai 1600 m di altitudine.

## Flora
L'area è in gran parte ricoperta da una densa foresta pluviale con una canopea alta 15–20 m,  che assume l'aspetto di foresta a galleria lungo i corsi d'acqua, alternandosi ad aree cespugliose dominate da felci arboree e Pandanus spp.
Alle maggiori altitudini si incontrano aree dominate da vegetazione sclerofilla, brughiera ad Ericaceae e savana.
Sono state censite oltre 500 essenze botaniche tra cui 151 specie di felci, 60 di orchidee, 22 palme e 10 specie di Pandanus.
Le foreste di bassa quota sono dominate da Tambourissa spp., Weinmannia spp., Diospyros spp., Ravensara spp. e Dalbergia spp. mentre alle quote più elevate prevalgono Podocarpaceae, Cunoniaceae e Pandanaceae.

## Fauna
Tra i mammiferi presenti nel parco vi sono 13 differenti specie di lemuri tra cui l'indri (Indri indri), il sifaka diademato (Propithecus diadema), il lemure dal ventre rosso (Eulemur rubriventer), l'apalemure del lago Alotra (Hapalemur alaotrensis), il vari bianconero (Varecia variegata), l'aye-aye (Daubentonia madagascariensis), il microcebo di Simmons (Microcebus simmonsi) e il microcebo rosso (Microcebus rufus).
Altri mammiferi presenti sono il fossa (Cryptoprocta ferox), la mangusta malgascia (Galidictis fasciata) e il vontsira (Salanoia concolor).
Sono state censite 112 specie di uccelli, 67 delle quali endemiche; tra queste meritano una menzione il germano di Meller (Anas melleri), l'aquila serpentaria del Madagascar (Eutriorchis astur), la falsa nettarinia ventregiallo (Neodrepanis hypoxantha), il barbagianni del Madagascar (Tyto soumagnei) e il vanga di Bernier (Oriolia bernieri) .
L'erpetofauna annovera 33 specie di rettili, tra cui i gechi Calumma gallus e Paroedura masobe, e 18 specie di anfibi, tra cui Blommersia angolafa, Mantella crocea, Scaphiophryne marmorata.

## Accessi
Il parco è raggiungibile attraverso la Route Nationale 2, che collega Antananarivo a Toamasina e che incrocia a Moramanga la RN 44, una strada secondaria che si dirige a nord, passando attraverso Ambatondrazaka, sino a raggiungere il villaggio di Antanandava. Da qui una pista di circa 8 km, percorribile solo durante la stagione secca (luglio-novembre), conduce sino all'ingresso del parco ad Ankosy.
Esiste anche una linea di taxi-brousse tra Antananarivo e Antanandava.

## Strutture ricettive
Ad Antanandava è presente un ufficio del parco ove è possibile organizzare visite guidate. Sistemazioni abitative sono disponibili a Ambatondrazaka e Vavatenina; all'interno del parco esistono inoltre aree attrezzate per il campeggio.